# Symphonicities
Symphonicities – dziesiąty album studyjny brytyjskiego wokalisty i instrumentalisty Stinga. Wydawnictwo ukazało się 13 lipca 2010 roku nakładem wytwórni muzycznej Deutsche Grammophon. Na album składają się kompozycje z okresu solowej działalności muzyka oraz z okresu występów w formacji The Police w aranżacji symfonicznej.
W Polsce nagrania osiągnęły status potrójnej platynowej płyty.

## Lista utworów
Opracowano na podstawie materiału źródłowego.
1. „Next to You” – 2:30
2. „Englishman in New York” – 4:23
3. „Every Little Thing She Does Is Magic” – 4:56
4. „I Hung My Head” – 5:31
5. „You Will Be My Ain True Love” – 3:44
6. „Roxanne” – 3:37
7. „When We Dance” – 5:26
8. „The End of the Game” – 6:07
9. „I Burn for You” – 4:03
10. „We Work the Black Seam” – 7:17
11. „She’s Too Good for Me” – 3:03
12. „The Pirate’s Bride” – 5:02

## Twórcy
Opracowano na podstawie materiału źródłowego.
| - Sting – wokal prowadzący, gitara akustyczna, produkcja - Jo Lawry – wokal wspierający - Jeff Nelson – puzon basowy - David Peel – róg - Anthony Pleeth – wiolonczela - Theo Primus – róg - Jeff Kievit – trąbka - Dick Clark – puzon - Jim Hynes – trąbka - Birch Johnson – puzon - David Finck – akustyczna gitara basowa - James De La Garza – trąbka - Barbara Allen – harfa - Larry Di Bello – róg - Shelley Woodworth – obój - Aaron Heick – klarnet - Chad Yarborough – róg - Marcus Rojas – tuba - Dylan Schwab – trąbka - Joe Bonadio – instrumenty perkusyjne - David Cossin – instrumenty perkusyjne - Jackie Shave – koncertmistrz - Gerald Gregory – koncertmistrz - Lisa Kim – koncertmistrz - Ira Coleman – gitara basowa | - Dominic Miller – gitara akustyczna, gitara elektryczna - Danny Quatrochi – obsługa techniczna gitar - Rob Mathes – gitara akustyczna, pianino, aranżacje, produkcja, dyrygentura - Alex Venguer – miksowanie, inżynieria dźwięku, realizacja dźwięku, Pro Tools - Tim Mitchell – Pro Tools, asystent realizatora - Ben Wittman – programowanie loopów - Jonathan Allen – realizacja dźwięku - Steven Mercurio – dyrygentura, aranżacje - David Hartley – aranżacje - Lori Casteel – aranżacje - Mike Casteel – aranżacje - Lewis Jones – asystent inżyniera dźwięku - Ed Cherney – miksowanie - Claudius Mittendorfer – miksowanie - Elliot Scheiner – miksowanie, realizacja dźwięku - Scott Hull – mastering - Lars Fox – edycja - Matt Scheiner – asystent w ramach miksowania - Fabrizio Ferri – zdjęcia - Stefan Smith – okładka, oprawa graficzna - Kathryn Schenker – management - Evelyn Morgan – A&R - Martin Kierszenbaum – A&R - Christopher Roberts – A&R |

## Listy sprzedaży
| Lista                         | Kraj              | Pozycja |
| ----------------------------- | ----------------- | ------- |
| OLiS                          | Polska            | 1       |
| Billboard 200                 | Stany Zjednoczone | 6       |
| Top Rock & Alternative Albums | Stany Zjednoczone | 2       |
| Classical Albums              | Stany Zjednoczone | 1       |
| Billboard Canadian Albums     | Kanada            | 9       |
| Schweizer Hitparade           | Szwajcaria        | 17      |
| Sverigetopplistan             | Szwecja           | 45      |
| MegaCharts                    | Holandia          | 31      |
| SNEP                          | Francja           | 20      |
| Ö3 Austria Top 40             | Austria           | 19      |
| ARIA Charts                   | Australia         | 40      |
| UK Albums Chart               | Wielka Brytania   | 30      |